# Дяков, Светослав
Светослав Дяков (болг. Светослав Дяков; 31 мая 1984, Благоевград, Болгария) — болгарский футболист, полузащитник. Выступал в сборной Болгарии.

## Клубная карьера
Светослав родился 31 мая 1984 года в городе Благоевград. Начинал карьеру в местном клубе «Пирин». В 2005 перешёл в Пирин 1931.
18 июня 2008 Дяков подписал трехлетний контракт со столичным «Локомотивом». За свой новый клуб дебютировал 9 августа 2008 в игре с «Минёром». В первый сезон в «Локомотиве» Светослав провел 25 матчей. Первый мяч за "железнодорожников" Дяков забил 6 ноября 2010 года. Всего за 3 ода в столичном клубе Светослав сыграл 79 матчей, отличился 2 раза.
После того, как его контракт с «Локомотивом» закончился, Дяков присоединился к «Лудогорцу», подписав 4 июня 2011 года двухлетний контракт. Светослав дебютировал в составе «Людогорца» 6 августа в игре против «Локомотива» из Пловдива. Дяков довольно быстро стал постоянным игроком основного состава, выиграв в первый  же сезон чемпионат, кубок и суперкубок Болгарии. В сезоне 2012/13 вместе с «Лудогорцем» Светослав снова стал чемпионом страны. 18 июня 2013 года был назначен капитаном команды на сезон 2013/14.

## Сборная
14 февраля 2012 года Дяков был вызван в расположение сборной Болгарии для подготовки к товарищескому матчу против Венгрии. Две недели спустя Светослав дебютировал в составе сборной, отметившись результативной передачей на Валерия Божинова. 11 сентября 2012 года в матче отборочного этапа к Чемпионату мира 2014 против сборной Армении был удален с поля за две желтые карточки.

## Достижения
«Лудогорец»
- Чемпион Болгарии (6): 2011/12, 2012/13, 2013/14, 2014/15, 2015/16, 2016/17
- Обладатель Кубка Болгарии (2): 2011/12, 2013/14
- Обладатель Суперкубка Болгарии (2): 2011/12, 2013/14